# Mateus Gonçalves Martins
Mateus Gonçalves Martins (Belo Horizonte, 28 settembre 1994) è un calciatore brasiliano, attaccante dell'Athletic.

## Caratteristiche tecniche
È un'ala sinistra.

## Statistiche

### Presenze e reti nei club
Statistiche aggiornate al 9 agosto 2018.
| Stagione        | Squadra          | Campionato      | Campionato | Campionato | Coppe nazionali | Coppe nazionali | Coppe nazionali | Coppe continentali | Coppe continentali | Coppe continentali | Altre coppe | Altre coppe | Altre coppe | Totale | Totale | Totale |
| Stagione        | Squadra          | Comp            | Pres       | Reti       | Comp            | Pres            | Reti            | Comp               | Pres               | Reti               | Comp        | Pres        | Reti        | Pres   | Reti   |        |
| --------------- | ---------------- | --------------- | ---------- | ---------- | --------------- | --------------- | --------------- | ------------------ | ------------------ | ------------------ | ----------- | ----------- | ----------- | ------ | ------ | ------ |
| 2015            | Santa Rita       | PD/AL           | 4          | 0          | CB              | 0               | 0               |                    | -                  | -                  |             | -           | -           | 4      | 0      |        |
| 2015-2016       | Coras de Nayarit | LDA             | 28         | 10         | CM              | 9               | 2               |                    | -                  | -                  |             | -           | -           | 37     | 12     |        |
| 2016-2017       | Pachuca          | LMX             | 2          | 0          | CM              | 0               | 0               | CCL                | 4                  | 2                  | CdC         | 1           | 0           | 7      | 2      |        |
| 2016-2017       | Chiapas          | LMX             | 11         | 0          | CM              | 1               | 0               |                    | -                  | -                  |             | -           | -           | 12     | 0      |        |
| 2017-2018       | Toluca           | LMX             | 5          | 1          | CM              | 4               | 0               |                    | -                  | -                  |             | -           | -           | 9      | 1      |        |
| 2017-2018       | Club Tijuana     | LMX             | 5          | 2          | CM              | 0               | 0               | CCL                | 3                  | 0                  |             | -           | -           | 8      | 2      |        |
| Totale carriera | Totale carriera  | Totale carriera | 55         | 13         |                 | 14              | 2               |                    | 7                  | 2                  |             | 1           | 0           | 77     | 17     |        |

## Palmarès
- CONCACAF Champions' Cup: 1

Pachuca: 2016-2017
- Copa do Nordeste: 1

Ceará: 2020
- División Profesional: 1

Cerro Porteño: 2021 Clausura
- Campeonato Brasileiro Série B: 1

Vitória: 2023
- Campionato Baiano: 1

Vitória: 2024